# Tom Gulbrandsen
Tom Gulbrandsen (Modum, 5 maggio 1964) è un ex calciatore norvegese, di ruolo centrocampista.

## Biografia
È il padre di Fredrik Gulbrandsen, anch'egli calciatore.

## Carriera

### Club
Gulbrandsen cominciò la carriera con la maglia del Geithus, per poi passare prima al Mjøndalen e poi al Lillestrøm. Fece parte della squadra che vinse il campionato 1989. Giocò poi in prestito agli austriaci del Ried, prima di disputare un'ultima stagione al Lillestrøm. Dal 1998 al 2003 militò nelle file dello Hønefoss, per poi tornare al Mjøndalen, dove chiuse la carriera.

### Nazionale
Conta 16 presenze per la Norvegia. Debuttò il 14 novembre 1987, schierato titolare nella sconfitta per 4-0 contro la Bulgaria.

## Palmarès

### Club

#### Competizioni nazionali
- Campionato norvegese: 1

Lillestrøm: 1989